# XXIII Premis Cinematogràfics José María Forqué
La cerimònia dels XXIII Premis Cinematogràfics José María Forqué es va celebrar al Palau de Congressos de Saragossa el 13 de gener de 2018. Es tracta d'uns guardons atorgats anualment des de 1996 per l'EGEDA com a reconeixement a les millors produccions cinematogràfiques espanyoles pels seus valors tècnics i artístics produïdes entre l'1 de gener i el 31 de desembre de 2017. La llista de nominats es va fer pública el 4 de desembre de 2017.
La gala fou presentada per Elena Sánchez Sánchez i Boris Izaguirre, amb la col·laboració de l'humorista Edu Soto i les actuacions musicals de Sergio Dalma, Pastora Soler, Efecto Pasillo i els nou membres d'Operación Triunfo (Espanya) 2017 que són fora de l'acadèmia (Nerea, Cepeda, Raoul, Mireya, Ricky, Marina, Thalía, Juan Antonio i Mimi), i fou emesa per La 1 de TVE.
El fet de celebrar-ho a Saragossa es deu al fet que el 2017 se celebrà el centenari d'un dels primers rodatges cinematogràfics a Espanya, el d'Eduardo Jimeno Correas a la sortida de la missa de dotze de l'Església del Pilar de Saragossa. També es volia retre homenatge a Aragó com a lloc de naixement de cineastes destacats com Florián Rey, Segundo de Chomón, Antonio Sau Olite, Luis Buñuel, Carlos Saura (qui va rebre la medalla d'honor), José Luis Borau, Santos Alcócer o el propi José María Forqué.
Hi van assistir persones vinculades al món del cinema com Isabel Coixet, Verónica Forqué, Julio Medem, Cayetana Guillén Cuervo, Miguel Ángel Muñoz, Juana Acosta, Aitor Luna, Hiba Abouk, Daniel Sánchez Arévalo, Álvaro Cervantes, Natalia Verbeke, Pablo Rivero, Dafne Fernández o Goya Toledo, el productor Enrique Cerezo, el secretari d'Estat de Cultura, Fernando Benzo; el director de l'Institut de la Cinematografia i de les Arts Audiovisuals (ICAA); i el president d'Aragó, Javier Lambán.

## Nominacions i premis
Per primera vegada als premis, el de millor pel·lícula fou compartit.
Els nominats i guanyadors d'aquesta edició foren:
| Millor pel·lícula | Millor documental |
| --- | --- |
| - El autor i La llibreria - Handia - Estiu 1993 - Abracadabra                                                                    | - Muchos hijos, un mono y un castillo de Gustavo Salmerón - Alberto García-Alix. La línea de sombra de Nicolás Combarro - Dancing Beethoven d'Arantxa Aguirre - Saura(s) de Félix Viscarret - Sara Baras. Todas las voces de José Andreu i Rafael Moles |
| Millor actor | Millor actriu |
| - Javier Gutiérrez per El autor - Andrés Gertrúdix per Morir - David Verdaguer per Estiu 1993 - Juan Diego per No sé decir adiós | - Nathalie Poza per No sé decir adiós - Adelfa Calvo per El autor - Bruna Cusí per Estiu 1993 - Marian Álvarez per Morir - Anna Castillo per La llamada - Maribel Verdú per Abracadabra                                                                 |
| Millor curtmetratge | Millor pel·lícula llatinoamericana |
| - Madre de Rodrigo Sorogoyen - Los desheredados de Laura Farrés - Tabib de Carlo D'Ursi                                          | - Una mujer fantástica de Sebastián Lelio - La cordillera de Santiago Mitre - Las hijas de Abril de Michel Franco - Mi mundial de Carlos Morelli - Últimos días en La Habana de Fernando Pérez Valdés                                                   |
| Premi al Cinema i Educació en Valors                                                                                             | |
| - Lo que de verdad importa, de Paco Arango - Deep de Julio Soto Gúrpide - Handia, d'Aitor Arregi Galdos i Jon Garaño             | |
| Medalla d'honor | |
| Carlos Saura | |